# Orthopyxis frigida
Orthopyxis frigida är en nässeldjursart som beskrevs av Eberhard Stechow 1923. Orthopyxis frigida ingår i släktet Orthopyxis och familjen Campanulariidae. Inga underarter finns listade i Catalogue of Life.